# Oleksandropil, Bilokurakîne
Oleksandropil (în ucraineană Олександропіль) este localitatea de reședință a comunei Oleksandropil din raionul Bilokurakîne, regiunea Luhansk, Ucraina.

## Demografie
Componența lingvistică a localității Oleksandropil
     Ucraineană (98,92%)
     Rusă (1,08%)
Conform recensământului din 2001, majoritatea populației localității Oleksandropil era vorbitoare de ucraineană (98,92%), existând în minoritate și vorbitori de rusă (1,08%).